# Hans Cleuver (drummer)
Hans Robert Cleuver (Jakarta, 8 mei 1947 – 4 maart 2018) was een Nederlands drummer.
Hij is een kleinzoon van Hans Cleuver, diens vader was Carl Johann Cleuver, musicus te Middelburg. Hij is getrouwd met zangeres Bojoura, hun dochter Emilie Cleuver drumde enige tijd bij Slagerij van Kampen.

## Levensloop
Cleuver kreeg al vanaf zijn vijfde levensjaar drums en kreeg zijn eerste muzieklessen van zijn vader, die tevens vicevoorzitter was van de drumband van het veteranenlegioen. Daarna volgden leraren als Kuuk Griep (The New Orleans Syncopators), Karel Wurcherd (City Theater) en John Engels. Hij volgde ook een zomercursus bij Joe Morello.
In 1965 is een optreden van hem bekend In The Bohemia Jazzclub met Jan de Bas en Jaap Gerritsen.
Hij was een vriend van Thijs van Leer en zij vormden samen met Martijn Dresden het Thijs van Leer trio. Dat trio begeleidde Ramses Shaffy en zangeres Bojoura. 
Andere artiesten waarbij Cleuver achter het drumstel zat, waren Liesbeth List, Bintangs, Patricia Paay en speelde zelfs een reclame in met Toots Thielemans. Hij ging steeds meer richting eigen muziek. In 1969 begeleidde het trio met Jan Akkerman Neerlands Hoop in Bange Dagen op hun single Zeven ballen en een piek. Het trio en Jan Akkerman gingen vervolgens als Focus door het leven. De vader van Hans Cleuver, Erik, leverde enkele teksten voor de albums. Cleuver en Dresden speelden echter maar kort in Focus, Akkerman wilde een ander ritmetandem. Cleuver verzorgde nog een periode tot 1980 het management van de band. 
Datzelfde tandem Cleuver/Dresden is tevens te horen op de opnamen van Hair, dat in 1970 op Polydor werd uitgebracht. 
In 1982 begon Cleuver de eerste professionele drumschool van Nederland in Den Haag. Na zijn afscheid daarvan nam zijn dochter Emilie de honneurs waar, de school werd in 2007 voortgezet door Richard Moelker.